# Clubiona cylindrata
Clubiona cylindrata là một loài nhện trong họ Clubionidae.
Loài này thuộc chi Clubiona. Clubiona cylindrata được miêu tả năm 2007 bởi Liu et al..